# Anna Freimanová

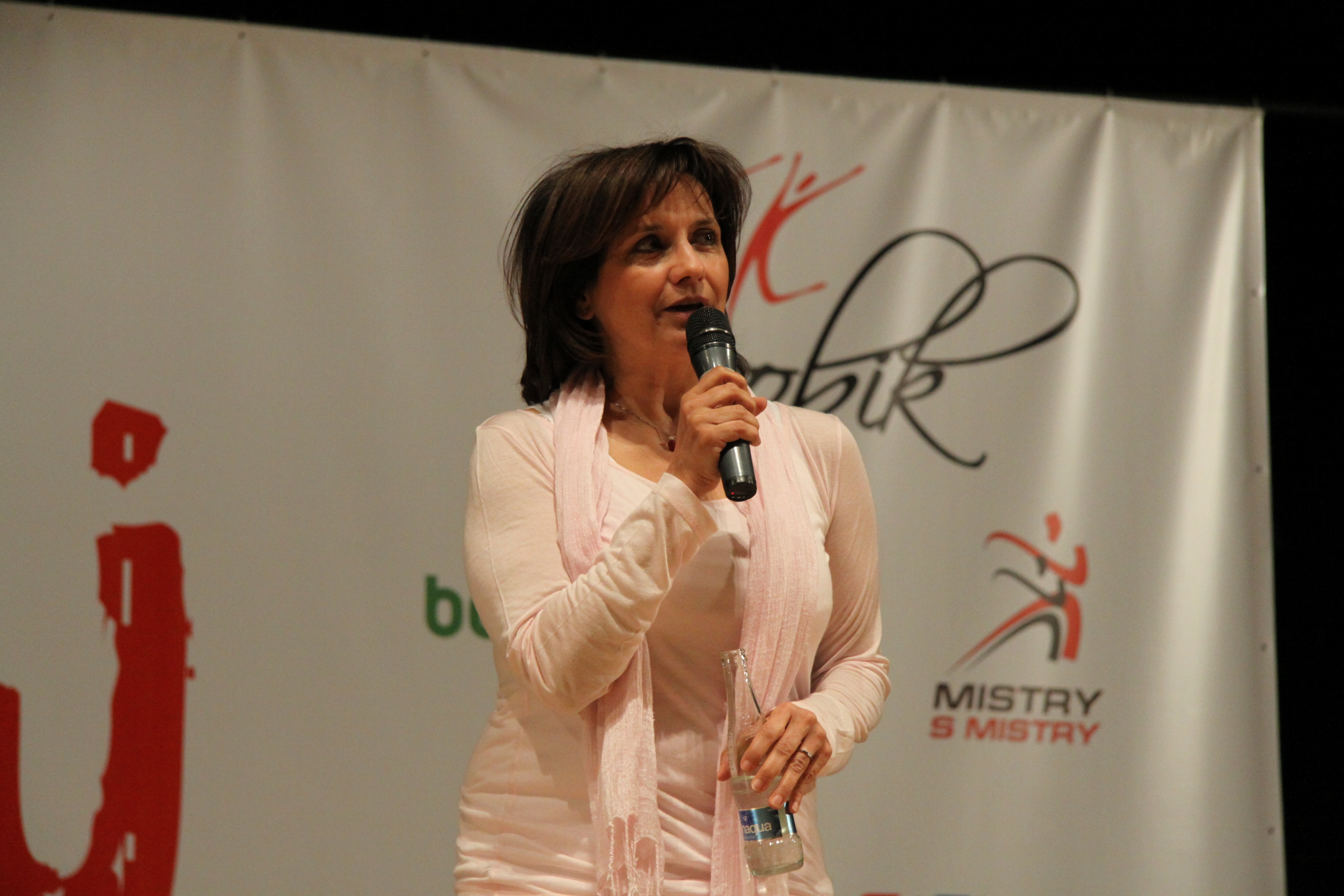
Její sestra Veronika Freimanová

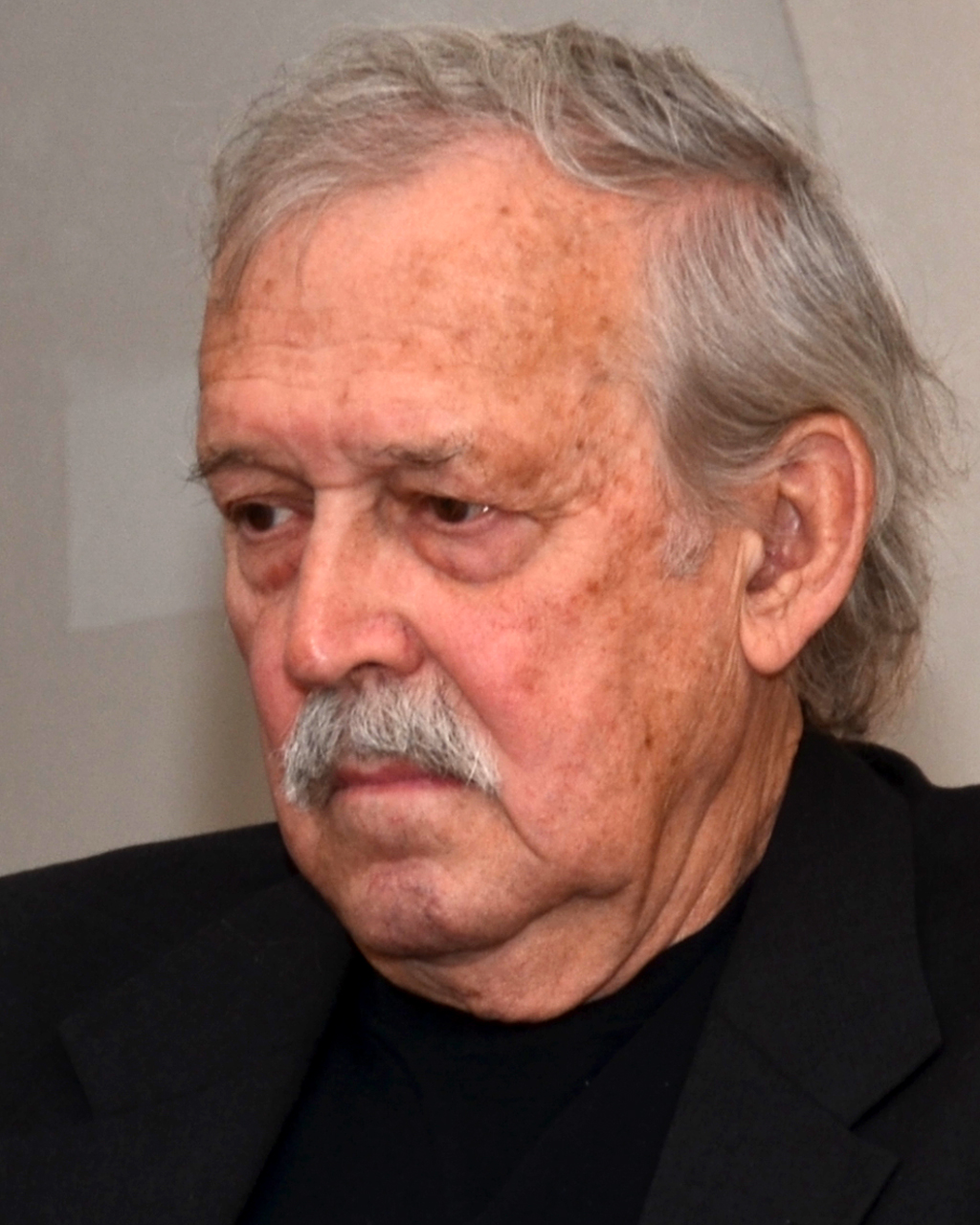
Její manžel Andrej Krob

Anna Freimanová (* 1951 Praha) je původním povoláním knihovnice, ale známa je především svojí editorskou prací, v níž se (mimo jiné) cíleně a dlouhodobě zaměřuje na ediční přípravu a komentování literární tvorby (především divadelních her) spisovatele, dramatika a pozdějšího prezidenta Václava Havla.

## Život

### Mládí a studia
Anna Freimanová se narodila v Praze v roce 1951. Její rodiče pracovali v kultuře, v rodině se hodně četlo a chodilo do divadel. V roce 1955 se narodila její sestra Veronika Freimanová. Příchod Pražského jara 1968 vnímala (jako studentka 3. ročníku gymnázia) s pocity nadšení a velkými nadějemi, které však byly pohřbeny invazí vojsk Varšavské smlouvy (21. srpna 1968) do Československa. Po maturitě na střední všeobecně vzdělávací škole pracovala v časopise Světová literatura jako tajemnice redakce. O rok později začala na Filozofické fakultě UK studoval kombinaci dějiny a teorie divadla a dějepis, svoje vysokoškolská studia ale nedokončila.

### Divadlo Na zábradlí
Na stáž do Divadla Na zábradlí začala zprvu docházet jen kvůli své seminární práci, ale nakonec studium na vysoké škola vzdala a nasměrovala svoji praxi do oblasti divadelnictví. V 70. letech 20. století pracovala jako inspicientka a asistentka režie v pražském Divadle Na zábradlí. V Divadle Na zábradlí se v roce 1975 seznámila se svým budoucím manželem, kulisákem, později divadelním režisérem Andrejem Krobem. A byl to právě on, kdo Annu Freimanovou později seznámil s Václavem Havlem a Olgou Havlovou, jejichž chalupa sousedila s chalupou Krobových. Tak se Anna Freimanová dostala do blízkosti českého disentu. V roce 1977 podepsal její manžel Andrej Krob Chartu 77 a Anna Freimanová v tomtéž roce (1977) z Divadla Na zábradlí odešla. Po podepsání Charty 77 pracoval Andrej Krob jako řemeslník, často pobýval na své chalupě na Hrádečku. Během sedmdesátých a osmdesátých let tam v rámci přátelských a sousedských vztahů Anna a Andrej pomáhali Havlovým a Havlovi jim.

### V disentu
V osmdesátých letech absolvovala Anna Freimanová dálkové studium na Vyšší odborné knihovnické škole v Praze. Pracovala jako knihovnice v divadelním oddělení Národního muzea a pražské Městské knihovny. V rámci disentu byla ona i její manžel častými hosty u manželů Havlových na Hrádečku a tak se také oba dostali do hledáčku příslušníků státní bezpečnosti (StB). Andrej Krob patřil k zakladatelům Originálního Videojournalu, „samizdatového“ videomagazinu, s nímž Anna Freimanová také spolupracovala. Aktivně se zapojila do tvorby samizdatového občasníku „O divadle“ a Lidových novin. V pátek 17. listopadu 1989 byla Anna spolu se svojí desetiletou dcerou doma, zatímco její manžel Andrej dokumentoval (spolu se svými příteli z Originálního Videožurnálu) na pražském Albertově studentskou demonstraci.

### Po sametové revoluci
Anna Freimanová po sametové revoluci (17. listopadu 1989) spojila svůj profesní osud s rodinou Havlových. Již od ledna 1990 (až do roku 2003) pracovala v Kanceláři prezidenta jako tajemnice Václava Havla pro literární a divadelní agendu a to zpočátku v kanceláři na Rašínově nábřeží a později pak na Pražském hradě. A byla to Anna Freimanová, kdo v letech 1990–2003 připravil edičně většinu českých vydání děl Václava Havla. V 90. letech 20. století spoluzakládala Anna Freimanová divadelní a literární agenturu Aura-Pont a Nadační fond Cen Alfréda Radoka.

### Mezi léty 2003 až 2011
Jako vedoucí redaktorka tiskového útvaru České televize působila v letech 2004 až 2011. Od roku 2012 začala pracovat jako editorka v Knihovně Václava Havla (KnVH), kde svojí editorskou činností přispívá k popularizaci, zachování a udržení jeho odkazu. Byla blízkou přítelkyní Olgy Havlové.

### Po roce 2011
K práci v KnVH ji vyzval Václav Havel v létě 2011, mimo jiné i proto, že pro ni již externě připravovala dvě publikace. V ní pracuje dodnes. Připravila k vydání přibližně deset knih, na dalších se podílela, většinou svými texty. V rámci KnVH úzce spolupracuje nejen na jejích vzdělávacích projektech, ale i na výstavních, klubových a dalších aktivitách.

## Tvorba (výběr)
- HAVEL, Václav a FREIMANOVÁ, Anna, ed. (k vydání připravila, seznam premiér sestavila, fotografie vybrala a ediční poznámku napsala Anna Freimanová). Hry: soubor her z let 1963-1988. V tomto souboru vydání první. Praha: Lidové noviny, 1992. 511 stran, černobílé fotografické přílohy; ISBN 80-7106-044-5.[9][10]
- DUBSKÝ, Ivan et al. (úvodní slovo Anna Freimanová ; fotografie Přemysl Fialka a Bohdan Holomíček) Milý Václave--Tvůj: přemýšlení o Václavu Havlovi. Praha: Divadelní ústav, 1997; 197 stran; ISBN 80-7106-240-5. (Sborník k 60. narozeninám Václava Havla)[9][10]
- FREIMANOVÁ, Anna, ed. (LORENCOVÁ, Eva) Síla věcnosti: Olga Havlová, střízlivý korektor potrhlých nápadů. Praha: Respekt Publishing, 2008. 165 stran; Respekt; ISBN  978-80-903766-5-6.[8] (při příležitosti 75. narozenin Olgy Havlové vzpomíná 26 osobností české kultury na Olgu Havlovou)
- HAVEL, Václav a FREIMANOVÁ, Anna, ed. O divadle. Vydání první. Praha: Knihovna Václava Havla, o. p. s., 2012; 701 stran. Edice Knihovny Václava Havla; svazek 5. ISBN 978-80-87490-12-9.[9] (Sborník textů Václava Havla s komentáři k divadlu, vlastním divadelním hrám, divadelním inscenacím a osobnostem českého divadla)
- FREIMANOVÁ, Anna, ed. Příležitostný portrét Václava Havla. Vydání 1. Praha: Knihovna Václava Havla, 2013; 375 stran; ISBN 978-80-87490-16-7. (Sborník je tvořen rozhovory a články z Lidových novin, Mladé fronty, Hospodářských novin a dalších periodik)
- HAVLOVÁ, Olga, FREIMANOVÁ, Anna, ed. a BĚLÍKOVÁ, Jarmila. Síla věcnosti Olgy Havlové. V této podobě vydání 1. Praha: Knihovna Václava Havla, 2013; 291 stran; Edice Knihovny Václava Havla; svazek 7. ISBN 978-80-87490-21-1. (Sborník vzpomínkových textů a rozhovorů k nedožitým osmdesátým narozeninám Olgy Havlové)
- HAVEL, Václav a FREIMANOVÁ, Anna (ed.): Moc bezmocných a jiné eseje. Praha: Knihovna Václava Havla, 2012 (Výbor z esejí); ISBN 978-80-87490-13-6
- HAVEL, Václav a FREIMANOVÁ, Anna, ed. Sám sobě podezřelý. Vydání první. Praha: Knihovna Václava Havla, 2014; 143 stran. ISBN 978-80-87490-56-3. (Výbor osmi prezidentských projevů Václava Havla z let 1990 až 1995)
- FREIMANOVÁ, Anna, ed. Gauneři z Horních Počernic: zpráva o premiéře Žebrácké opery Václava Havla v roce 1975. Vydání první. Praha: Knihovna Václava Havla, 2015; 142 stran. ISBN 978-80-87490-65-5.[11] (Kniha složená z dopisů, článků, kritik a osobních reflexí vztahujících se k představení Havlovy divadelní hry Žebrácká opera. (Anna Freimanová zde mapuje historii premiéry Žebrácké opery v Horních Počernicích)
- FREIMANOVÁ, Anna, ed. Síla věcnosti Olgy Havlové. V této podobě vydání druhé. Praha: Knihovna Václava Havla, 2019; 291 stran. Edice Knihovny Václava Havla; svazek 7. ISBN 978-80-87490-29-7. (Rozšířené a přepracované první vydání. Portrét Olgy Havlové vzniklý na základě rozhovorů a vzpomínek jejích přátel.)
- HAVEL, Václav a Freimanová, Anna, ed. Já nejsem smutný. Audience a Vernisáž. Praha, Knihovna Václava Havla, 2019; Edice pro studenty: Hry VH do kapsy; (Anna Freimanová, text: Audience, Vernisáž a Gustáv Husák)
- HAVEL, Václav, FREIMANOVÁ, Anna, ed. a JOHANIDESOVÁ, Tereza, ed. Václav Havel: má to smysl!: výbor z rozhovorů 1964-1989. Vydání první. Praha: Knihovna Václava Havla, 2019; 455 stran. Edice Knihovny Václava Havla; svazek 9. ISBN 978-80-87490-98-3.
- HAVEL, Václav a FREIMANOVÁ, Anna, ed. Chyť zajíce, ať ho máš. Zahradní slavnost. Praha, Knihovna Václava Havla, 2019; Edice Hry VH do kapsy (Anna Freimanová, text: Hugo versus Hugo).
- FREIMANOVÁ, Anna. Neznormalizované divadlo. Inscenace her Václava Havla v režii Andreje Kroba (1975–1989). (konferenční příspěvek) no 1, strany 125–134.[11]
- HAVEL, Václav a DUŠEK, David, ed.: Zápisky obviněného Diář Václava Havla 1977. Praha, Knihovna Václava Havla 2016; Stopy literární tvorby v diáři Václava Havla z roku 1977; (Anna Freimanová, text: … má identita je to, co dnes a denně hledám, dělám, volím a vymezuji…).
- HAVEL, Václav a ŽANTOVSKÝ, Michael, ed.: Někam jsem to ukryl. Zápisky 77. Praha, Knihovna Václava Havla 2021; (Anna Freimanová, text: Zda je, či není vše ztraceno, záleží na tom, zda já sám jsem, či nejsem ztracen – pojednání o různých souvislostech faustovských motivů v textech Václava Havla od Vězeňského diáře z roku 1977 k jeho hře Pokoušení z roku 1985).
- KROB, Andrej. Paměti kulisáka. Vydání první. Praha: Kodudek, 2023; 165 stran; ISBN 978-80-908504-4-6.